# 思鄉病
思鄉病或鄉愁指的是「一個人並非身處故鄉並期望返回故鄉，而感覺到的壓力、憂慮或恐懼」。

## 醫學中鄉愁的症狀
在醫學上，鄉愁的情緒可能產生一些生理或心理症狀，可能但不限於：胸腔緊迫、喉嚨緊迫、胸口疼痛，而且可能引發絕望。首先將這些生理或心理症狀看作是精神疾病的人是瑞士醫生讓·雅各·哈德（Jean-Jacques Harder，1656-1711），他在1678年以希臘文詞根（νόστος = nostos = one's homeland = 家鄉, άλγος = algos = pain/longing = 痛苦/憧憬）創造出nostalgia這個新詞。另一種說法是由約翰尼斯·霍費爾（Johannes Hofer，1669-1752）在1688年創造的。（後來這個新詞太過於成功地流布，以致於人們忘了它的來源。當這個詞彙進入日常生活用語之後，它的原始意義－指一種疾病－已經丟失。）
從17世紀後期到19世紀後期，醫生會診斷並治療鄉愁。這個詞彙在其它的語言裡分別為：maladie du pays （country sickness，鄉間-疾病，法語），Heimweh（home-pain，家鄉-痛，德語）和el mal de corazón（heart-pain，心-痛，西班牙語）。
致死的案例時有耳聞，士兵有時藉由解除職務並送返家鄉來成功治癒。1978年，羅伯特·漢米爾頓（Robert Hamilton，1749-1830）報導了一個罹患鄉愁的士兵的案例。
思鄉病的症狀有的時候像流行病一樣。在軍隊中，當打勝仗時思家病比較不常見，相反地，戰況吃緊時則是比較常見的。史载楚汉战争中，项羽及其軍隊被困于垓下，漢軍士兵唱楚地歌曲以引起楚軍思家之情，瓦解戰鬥力，是漢語成语“四面楚歌”的來歷。
1850年代，思家病已經不被視為一種特定的疾病，而被認為是一個病態過程的徵候或者一個階段。它被認為是憂鬱症或自殺傾向的表現。然而，思家病在晚至美國南北戰爭時仍然在士兵中診斷出。
到了1870年代，把思家病當作醫療範疇的興趣幾乎已經不見了。多數人把這種疾病的減少當作一件好事，進步的結果。但是有些人哀嘆於失去這種病的根源－即對家鄉的感情。當然，思家病這種現象並沒有跟著它的去醫療化而消失。

## 其他意涵
雖然鄉愁可能有非常具體、可量的生理症狀，然而鄉愁不只是一種醫學上的狀態。例如：鄉愁是中國今體詩的一項重要的創作動機。